# Rosenstadt
Rosenstadt ist ein Beiname mehrerer Städte.

## Deutschland
Der Begriff Rosenstadt ist, wie auch Rosenkreis und Rosendorf, in Deutschland eine Bezeichnung, die von der Gesellschaft Deutscher Rosenfreunde e. V. (kurz: GRF, bis 2007 Verein Deutscher Rosenfreunde, kurz: VDR) vergeben wird. Um die Bezeichnung Rosenstadt, Rosenkreis oder Rosendorf nennen zu können, muss demnach die Rose als „prägender Ortsbestandteil“ vorhanden sein und gepflegt werden. Oft wird eine Rosenkönigin oder Rosenprinzessin als Symbolfigur und Botschafterin für den Ort gewählt.
Der Begriff ist markenrechtlich nicht geschützt, so dass Städte und Gemeinden sich dieses Prädikat auch ohne die Zustimmung der Gesellschaft Deutscher Rosenfreunde anheften könnten.
Die Idee hatte Oscar Scheerer (1906–1971), damals Gartendirektor des Rosengartens Zweibrücken und Präsident des VDR, 1955 im Rahmen der Aktion Unser Dorf soll schöner werden.

### Beispiele
Als Rosenstadt bezeichnet sich die Stadt und Freyheit Angermund, heute ein Stadtteil von Düsseldorf.
Rosenstädte in Deutschland sind Baden-Baden, Bad Kissingen (2012), Bad Langensalza, Dortmund, Eltville am Rhein, Eutin, Forst, Freising, Hildesheim, Sangerhausen, Uetersen und Zweibrücken.
Rosendörfer sind nach Eigendarstellung unter anderem Assinghausen, Steinfurth (Bad Nauheim), der Sinziger Stadtteil Löhndorf, Nöggenschwiel, Schmitshausen, Seppenrade, Klein Offenseth-Sparrieshoop und Ufhoven.
Der Landkreis Neunkirchen sieht sich mit über 20.000 Rosenstöcken in neun Rosengärten als Rosenkreis.

## Außerhalb Deutschlands
Außerhalb Deutschlands vermarkten sich unter anderem die schweizerischen Städte Bischofszell und Rapperswil als Rosenstädte, außerdem die marokkanische Stadt El-Kelâa M’Gouna und das albanische Përmet.

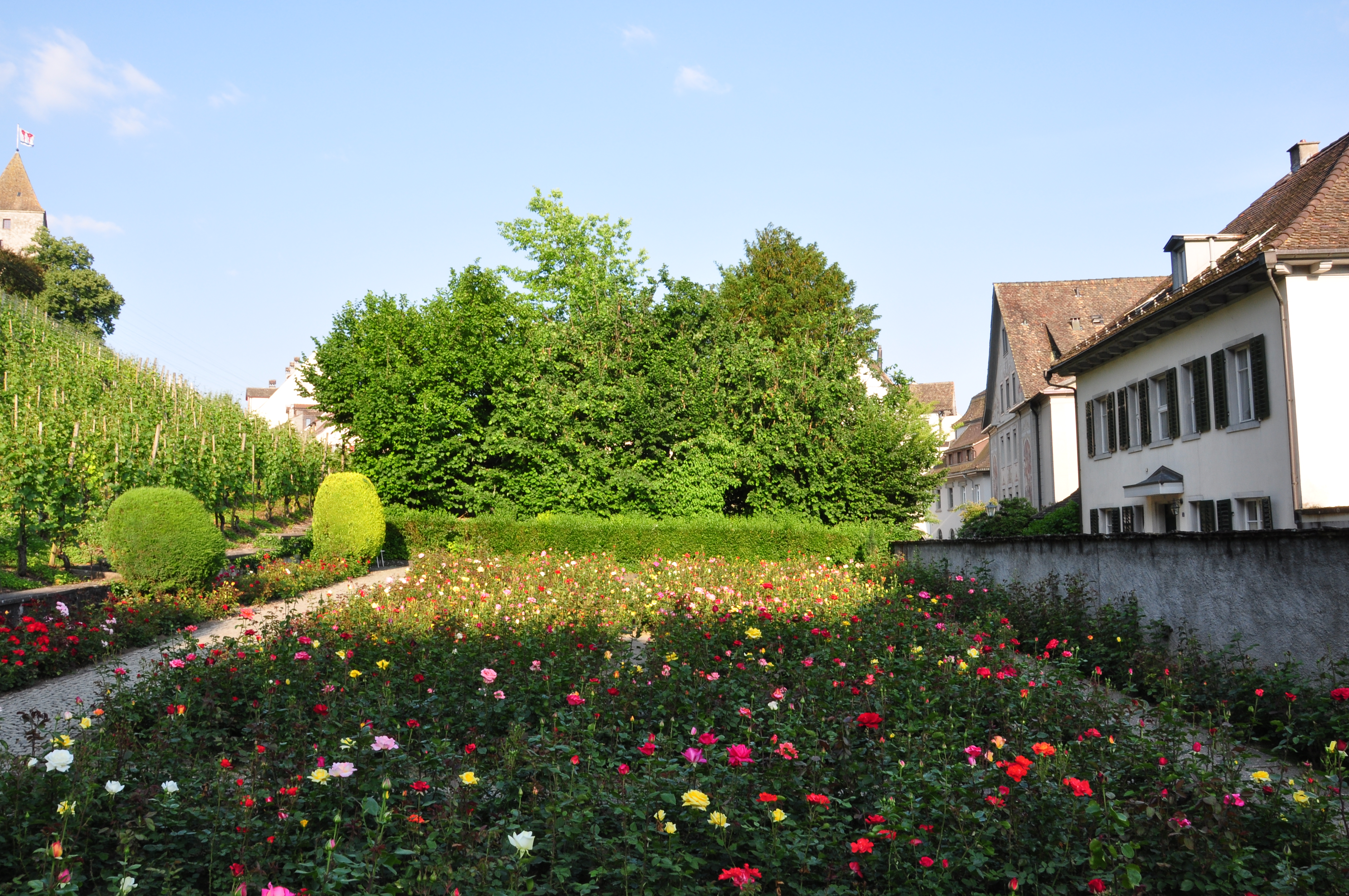
Rosengärten in Rapperswil

In der Schweiz erwähnenswert sind die ab 1913 eingerichteten Rosengärten in Rapperswil beim Fischmarktplatz am Zürichsee, gefolgt von weiteren Anpflanzungen am Seeufer Anfang der 1920er Jahre und an Straßen und Plätzen in der dicht bebauten Altstadt. Rosengärten im eigentlichen Sinn folgten um 1965 u. a. beim Einsiedlerhaus im ehemaligen Obstgarten des Kapuzinerklosters. Eine landesübergreifende Besonderheit ist der 1984 angepflanzte Duftrosengarten für Sehbehinderte im Stadtzentrum mit rund 1500 Rosen aus 75 Duftsorten, die durchgehend mit Braille- und Normalschrift beschildert sind. Zwischen Juni und Oktober erblühen insgesamt rund 15.000 Edelrosen, Polyantha- und Strauchrosen in den Gärten und Gassen der Rosenstadt.
Die norwegische Stadt Molde in der Fylke Møre og Romsdal wird auch als Rosenes by, also „Stadt der Rosen“ bezeichnet, da hier auf Grund des relativ milden Klimas noch Rosen wachsen, die eigentlich weiter südlich ihre Wachstumsgrenze haben.